# ستيفن سيغال
ستيفان سيغال (بالإنجليزية: Steven Seagal) ممثل ومعلم فنون الدفاع الأيكيدو حاصل في الأيكيدو على 7 دان شيهان  وبدأ بالتدرب على الوينغ تشون من عام 2018 ، وكاتب سيناريو ومنتج وممثل أمريكي ، من مواليد 10 أبريل 1952، لانسنغ، ميشيغان، الولايات المتحدة الأمريكية. ينتمي إلى جيل أبطال أفلام الحركة أمثال: سيلفستر ستالون، تشاك نوريس، آرنولد شوارزنيجر، دولف لندجرين، جين كلود فان دام، بروس ويليس الذين اشتهروا في كثير من أفلام هوليوود خلال فترة الثمانينات ونهاية التسعينات .يحمل ستيفن الجنسية الأمريكية و الصربية و الروسية.

## حياته
عاش في كاليفورنيا فترة الطفولة حتى أصبح عمره 5 سنوات وكان خلال هذه الفترة يمارس رياضة الكاراتيه ثم انتقل مع والده الذي كان يعمل عملاً حراً إلى اليابان، وهناك تعلم فن الأيكيدو، ثم أصبح مدرباً لهذه الرياضة. حاز على لقب بطل العالم للأيكيدو لسبع سنوات متتالية. وقد تم منحه الجنسية الروسية من الرئيس فلاديمير بوتين

## وصلات خارجية
- ستيفن سيغال على موقع IMDb (الإنجليزية)
- ستيفن سيغال على موقع روتن توميتوز (الإنجليزية)
- ستيفن سيغال على موقع مونزينجر (الألمانية)
- ستيفن سيغال على موقع ألو سيني (الفرنسية)
- ستيفن سيغال على موقع ميوزك برينز (الإنجليزية)
- ستيفن سيغال على موقع تيرنر كلاسيك موفيز (الإنجليزية)
- ستيفن سيغال على موقع أول موفي (الإنجليزية)
- ستيفن سيغال على موقع بوكس أوفيس موجو (الإنجليزية)
- ستيفن سيغال على موقع قاعدة بيانات الأفلام السويدية (السويدية)
- ستيفن سيغال على موقع إن إن دي بي (الإنجليزية)
- « Steven Seagal a le blues », Télérama, 8 janvier 2014
- Steven Seagal Sensei Aikido of San Jose على يوتيوب.